# Vladimir Marouchevski
Vladimir Vladimirovitch Marouchevski (en russe : Влади́мир Влади́мирович Маруше́вский), né le 12 juillet 1874 (24 juillet dans le calendrier grégorien) à Peterhof et mort le 24 février 1951 à Zagreb, est un général de l’armée impériale russe ayant participé à la guerre russo-japonaise, la Première Guerre mondiale et la guerre civile russe (du côté des armées blanches).

## Formation
Issu de la noblesse du gouvernement de Saint-Pétersbourg, il suit ses études au 6e gymnase de Saint-Pétersbourg, à l’école du génie Nicolas (1896) et à l’école militaire d'état-major Nicolas (1902).
Il participe à la guerre russo-japonaise en tant qu’officier supérieur auprès de l’état-major du IVe corps d’armée de Sibérie puis dans la Ire armée de Mandchourie.

### Première Guerre mondiale
Marouchevski se distingue lors de combats les 14-16 septembre 1914 vers Augustów ainsi que les 17-19 septembre vers Olchansk ce qui lui vaut d’être décoré de l’Ordre de Saint-Georges de 4e classe. Il commande le 7e régiment de fusiliers finlandais et est promu général-major en décembre 1915.
Le 3 juillet 1916 il est nommé commandant de la 3e brigade spéciale d’infanterie du Corps expéditionnaire russe en France. Au printemps 1917 et participe avec la brigade, du 16 avril au 19 avril, durant la bataille du Chemin des Dames, à l'attaque du Mont Sapigneul, de la côte 108 et du Mont Spin.

Il est cité dans l’ordre général du 29 avril 1917 par le général Mazel, commandant la Ve armée :

« La 3e brigade spéciale russe, constituée des 5e et 6e régiments superbement commandée par son chef le général Marouchevski a eu une conduite brillante sous le feu de l’ennemi. Ayant comme objectif l’attaque d’un point d’appui de l’ennemi, particulièrement bien fortifié, elle est partie à l’attaque avec un grand courage, malgré le feu mortel de l’ennemi. »
En mai 1917 il commande pendant une semaine la nouvelle 1re division spéciale d’infanterie mais à la suite de conflits avec ses subordonnés il est démis de ses fonctions et rappelé en Russie. En juillet il est versé dans la réserve de l’état-major du district militaire de Petrograd.
Le 26 septembre 1917 prend la direction de l’État-Major général, dernier représentant de la vieille armée impériale russe à occuper ce poste. Après la prise du pouvoir par les bolchéviques il est arrêté le 20 novembre 1917 sur décision du conseil des commissaires du peuple et accusé de conspiration contre le pouvoir soviétique (la même accusation qui fut portée contre Nikolaï Doukhonine, commandant en chef de l’armée assassiné par des soldats) ainsi que du sabotage de la paix avec l’Allemagne. Le 1er décembre 1917 il est libéré sur parole et s’empresse de rejoindre la Finlande. En août il s’installe à Stockholm.

### Dans les armées blanches
Le 19 novembre 1918 le général Marouchevski rejoint Arkhangelsk sur invitation des missions militaires française et britannique et est nommé commandant des forces armées de l’oblast du Nord. Il fait également partie du gouvernement provisoire de l’oblast du Nord, gouverneur-général responsable des affaires intérieures et des communications. Avec l’aide du contingent militaire britannique (présent dans le cadre de l’intervention alliée en Russie septentrionale) il organise l’« armée du Nord » (forte de vingt mille hommes), une des armées blanches de la guerre civile russe. Le 13 janvier 1919 il transmet le poste de gouverneur-général au général Miller tout en conservant le commandement militaire.
En mai 1919 il est promu lieutenant-général. Durant l’été 1919 il engage des pourparlers avec Carl Mannerheim en vue d’une coopération militaire de la Finlande et de l’oblast du Nord russe.
Le 19 août 1919 il quitte ses fonctions de commandant des forces armées et part pour la Suède le 5 septembre suivant.
Il vécut dans l’émigration en Yougoslavie et décède en 1951 à Zagreb.